# Línea Yōkaichi
La Línea Yōkaichi de Ohmi Railway (近江鉄道八日市線 Ōmi Tetsudō Yōkaichi-sen?) es una línea de ferrocarril regional en la Prefectura de Shiga, Japón, operada por Ohmi Railway. 
La línea mide 9,3 km de largo, y conecta Yōkaichi en la Línea Principal en Higashiōmi con Ōmi-Hachiman en la Línea Biwako de JR West, en Omihachiman.
Además de trenes locales, los trenes de la Línea Yōkaichi incluyen un servicio rápido que conecta Yōkaichi y Ōmi-Hachiman sin paradas, y a través de trenes de la Línea Principal con Maibara o Kibukawa.

## Estaciones
- Los trenes locales paran en todas las estaciones.
- Servicio Rápido: ● = paran; ｜ = pasan

| Estación      | Distancia (km) | Rápido | Conexiones                                      | Localización | Localización        |
| ------------- | -------------- | ------ | ----------------------------------------------- | ------------ | ------------------- |
| Yōkaichi      | 0,0            | ●      | Ohmi Railway: Línea Principal                   | Higashiōmi   | Prefectura de Shiga |
| Shin-Yōkaichi | 0,6            | ｜     |                                                 | Higashiōmi   | Prefectura de Shiga |
| Tarō Bogū-mae | 1,3            | ｜     |                                                 | Higashiōmi   | Prefectura de Shiga |
| Ichinobe      | 3,0            | ｜     |                                                 | Higashiōmi   | Prefectura de Shiga |
| Hirata        | 5,0            | ｜     |                                                 | Higashiōmi   | Prefectura de Shiga |
| Musa          | 6,5            | ｜     |                                                 | Ōmihachiman  | Prefectura de Shiga |
| Ōmi-Hachiman  | 9,3            | ●      | JR West: Línea Principal Tōkaidō (Línea Biwako) | Ōmihachiman  | Prefectura de Shiga |